# Murter (naselje)
Murter je staro ribiško naselje z ladjedelnico in pristanom na istoimenskem otoku (Hrvaška), ki je središče občine Murter Šibeniško-kninske županije.

## Geografija
Starejši del naselja leži na rodovitnem polju na severozahodnem delu otoka, oddaljen okoli 600 m od morja. Novejši del naselja pa se razprostira ob cesti proti širokemu zalivu Hramina. Kraj je s cesto preko Betine in mostu pri Tisnem povezan s celino. Murter je po cesti od  Šibenika oddaljen 35 km.
V dnu zaliva Hramina je več pomolov, ki jih koristijo predvsem domačini. Vhod v zaliv varuje okoli 100 m dolg valobran, na koncu katerega stoji svetilnik. Za valobranom leži ACI marina Hramina s šestimi pomoli. Na nasprotni strani zaliva je še druga marina, ki deluje v sklopu manjše ladjedelnice.
Svetilnik, ki stoji na koncu valobrana, oddaja svetlobni signal: R Bl(2) 4s. Drugi svetilnik, ki stoji v dnu zaliva na pomolu pri Luški kapitaniji pa oddaja svetlobni signal: R Bl 3s.

## Prebivalstvo
V naselju Murter živi okoli 2000 prebivalcev, ki so lastniki tudi večine parcel na Kornatih.
| Pregled števila prebivalcev po letih | Pregled števila prebivalcev po letih | Pregled števila prebivalcev po letih | Pregled števila prebivalcev po letih | Pregled števila prebivalcev po letih | Pregled števila prebivalcev po letih | Pregled števila prebivalcev po letih | Pregled števila prebivalcev po letih | Pregled števila prebivalcev po letih | Pregled števila prebivalcev po letih | Pregled števila prebivalcev po letih | Pregled števila prebivalcev po letih | Pregled števila prebivalcev po letih | Pregled števila prebivalcev po letih | Pregled števila prebivalcev po letih |
| ------------------------------------ | ------------------------------------ | ------------------------------------ | ------------------------------------ | ------------------------------------ | ------------------------------------ | ------------------------------------ | ------------------------------------ | ------------------------------------ | ------------------------------------ | ------------------------------------ | ------------------------------------ | ------------------------------------ | ------------------------------------ | ------------------------------------ |
| 1857                                 | 1869                                 | 1880                                 | 1890                                 | 1900                                 | 1910                                 | 1921                                 | 1931                                 | 1948                                 | 1953                                 | 1961                                 | 1971                                 | 1981                                 | 1991                                 | 2001                                 |
| 1084                                 | 0                                    | 1260                                 | 1420                                 | 1665                                 | 1894                                 | 2150                                 | 2189                                 | 2213                                 | 2295                                 | 2055                                 | 2164                                 | 1846                                 | 2010                                 | 2068                                 |

## Gospodarstvo
Prebivalci naselja se poleg ribolova ukvarjajo še s poljedelstvoom in turizmom. V kraju sta poleg hotela Colentum in avtokampa Slanica še dve marini: Marina Hramina in Marina Vinici.
Marina Hramina, ki lahko sprejme plovila dolga do 50 metrov ima 500 privezov ob pomolih v morju in 250 mest na kopnem. V marini je servisna delavnica, 15 t dvigalo, 50 t premično dvigalo, splavna drča, nekaj turističnih sob in trgovina.
Marina Vinici je v sklopu manjše ladjedelnice, ki je posebej specializirana za gradnjo in popravilo manjših lesenih plovil. Tu lahko lastniki plovil tudi sami opravijo popravila na plovilih. Ladjedelnica ima 80 t premično dvigalo.

## Zgodovina
Stari zapisi govorijo, da je leta 1278 tedanja Villa Magna oziroma Veliko Selo imelo 203 prebivalcev. Z današnjim imenom se kraj prvič omenja leta 1715.
V zalivu Hramina se nahajajo ostanki antičnega naselja. Na rtu Gradina, na katerem je danes mestno pokopališče so starohrvaški grobovi. Tu je tudi  cerkev Gospa od Gradini postavljena v 17. stoletju. Cerkev sv. Mihovila so postavili 1770 in 1847 razširili. Nad griču nad mestom stoji še cerkev sv. Roka  iz leta 1760.